# Backdraft (brand)
Een backdraft is een gesmoorde brand, door een tekort aan zuurstof, welke genoeg temperatuur heeft ontwikkeld om te blijven pyrolyseren. Dit wil zeggen dat de ruimte zich blijft vullen met brandbare gassen. (Als hier niets aan wordt gedaan, kan deze actie zichzelf geruime tijd verderzetten.) Doordat de ruimte zich blijft vullen met pyrolysegassen, zit het mengsel dus boven de UEL (Upper explosion level). Het enige dat hier ontbreekt, is zuurstof. Wanneer men dus een deur zou openen, gaat de gesmoorde brand zuurstof aanzuigen en zakt het mengsel tot in de explosieve zone met als gevolg dat al de aanwezige pyrolysegassen, bij heropflakkering van de vuurhaard, zich explosief ontsteken. Let op, de heropflakkering van de vuurhaard is essentieel, anders zal er geen backdraft plaatsvinden. Een backdraft krijgen zonder heropflakkering van de vuurhaard is slechts mogelijk in één geval, namelijk een 'hot backdraft'.
Een hot backdraft bevat dezelfde eigenschappen als een normale backdraft, met als enige verschil dat de rookgassen reeds hun zelfontbrandingstemperatuur hebben bereikt. Dit wil zeggen dat deze backdraftsituatie enkel nog op zuurstof wacht om terug binnen zijn explosiegrenzen te komen om dan een effectieve backdraft te worden.
Een backdraft is zo veel explosiever dan een flashover omdat deze de explosiegrenzen langs de hoogste waarde binnenkomt, terwijl een nakende flashover een brand in opbouw is en de explosiegrenzen dus bijgevolg langs de onderste waarde binnenkomt.
Een dreigende backdraft is herkenbaar aan een aantal signalen:
- Een pulserende gele of bruine rook
- De ruimte lijkt te 'ademen', rook wordt door kleine openingen geperst en verse zuurstof aangezogen
- Ramen krijgen een donkere aanslag, en een olieachtige druipende substantie op de ramen (als gevolg van stoffen uit de gassen die condenseren tegen het raam)
- Aangrenzende ruimten en deuren zijn zeer heet